# Медісон (округ, Північна Кароліна)
Шаблон:StateAbbr_ 35°52′ пн. ш. 82°43′ зх. д. / 35.86° пн. ш. 82.71° зх. д.
Округ  Медісон (англ. Madison County) — округ (графство) у штаті  Північна Кароліна, США. Ідентифікатор округу 37115.

## Історія
Округ утворений 1851 року.

## Демографія
За даними перепису 
2000 року 
загальне населення округу становило 19635 осіб, усе сільське.
Серед мешканців округу чоловіків було 9684, а жінок — 9951. В окрузі було 8000 домогосподарств, 5595 родин, які мешкали в 9722 будинках.
Середній розмір родини становив 2,81.
Віковий розподіл населення поданий у таблиці:
| Стать    | До 15 років | 15-21 | 22-29 | 30-39 | 40-49 | 50-65 | 65-85 | Понад 85 |
| -------- | ----------- | ----- | ----- | ----- | ----- | ----- | ----- | -------- |
| Чоловіки | 1861        | 1030  | 928   | 1322  | 1433  | 1777  | 1195  | 138      |
| Жінки    | 1641        | 986   | 898   | 1334  | 1481  | 1815  | 1502  | 294      |

## Суміжні округи
- Грін, Теннессі — північ
- Юнікой, Теннессі — північний схід
- Янсі — схід
- Банком — південь
- Гейвуд — південний захід
- Кок, Теннессі — північний захід

## Виноски
1. ↑  U.S. Decennial Census. United States Census Bureau. Архів оригіналу за 19 липня 2018. Процитовано 18 січня 2015.
2. ↑  Historical Census Browser. University of Virginia Library. Архів оригіналу за 11 серпня 2012. Процитовано 18 січня 2015.
3. ↑  Forstall, Richard L., ред. (27 березня 1995). Population of Counties by Decennial Census: 1900 to 1990. United States Census Bureau. Архів оригіналу за 3 березня 2015. Процитовано 18 січня 2015.
4. ↑  Census 2000 PHC-T-4. Ranking Tables for Counties: 1990 and 2000 (PDF). United States Census Bureau. 2 квітня 2001. Архів оригіналу (PDF) за 18 грудня 2014. Процитовано 18 січня 2015.
5. ↑  State & County QuickFacts. United States Census Bureau. Архів оригіналу за 19 лютого 2016. Процитовано 27 жовтня 2013.(англ.) Наведено за англійською вікіпедією.
6. ↑  American FactFinder. Бюро перепису населення США. Архів оригіналу за 26 лютого 2012. Процитовано 31 січня 2008.

| США | Це незавершена стаття з географії США. Ви можете допомогти проєкту, виправивши або дописавши її. |